# Anders Christensen Arrebo

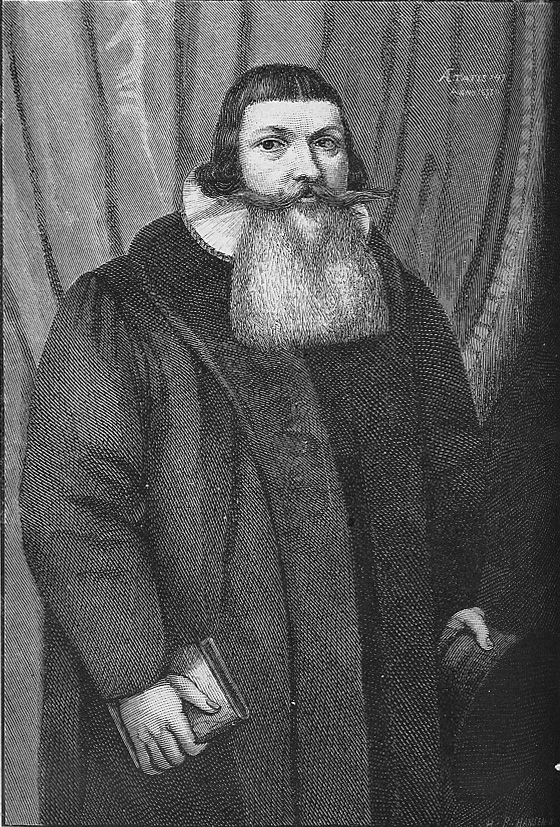
Anders Arrebo

Anders Christensen Arrebo (även Arröbo, Ærøbo), född 2 januari 1587 i Ærøskøbing, död 12 mars 1637 i Vordingborg, var en dansk präst, biskop, skald, psalmförfattare och översättare. Han var biskop i Trondhjem i Norge 1618-1622, men avsattes och tillträdde senare en tjänst som kyrkoherde i Vordingborg på Själland.
I den danska Psalmebog for Kirke og Hjem, 1912 är hans Om Salighed og Glæde (mel. Jeg vil din Pris udsjunge) medtagen. Samma psalm var med i Roskilde Konvents Salmebog, 1855. Numera (2009) används psalmerna Se, hvor nu Jesus træder (Arrebo nedtecknat en äldre dansk visas melodi), Om salighed og glæde, Nu! jeg har vunden (Arrebo nedtecknat en äldre dansk visas melodi) och Gud Herren er min hyrde god (diktad 1623) i den danska psalmboken.

## Psalmer
- O, Herre, ho skall bo, 1695 års psalmbok nr 41 i Haquin Spegels översättning och i 1819 års psalmbok nr 315 1937 års psalmbok nr 223 i Johan Olof Wallins bearbetning. Finns på Wikisource.

- Den svenska psalmboken 1819
  - 315 O, Herre, ho skall bo